# Aquaman: Đế vương Atlantis
Aquaman: Đế vương Atlantis (tựa gốc tiếng Anh: Aquaman) là phim điện ảnh siêu anh hùng của Mỹ dựa trên nhân vật Aquaman của DC Comics. Đây là phim thứ sáu của DC Extended Universe, do James Wan đảm nhiệm vai trò đạo diễn, David Leslie Johnson-McGoldrick và Will Beall thực hiện phần kịch bản từ phần cốt truyện của Wan, Beall và Geoff Johns. Phim có sự tham gia diễn xuất của Jason Momoa trong vai nhân vật chính, cùng với Amber Heard, Willem Dafoe, Patrick Wilson, Dolph Lundgren, Yahya Abdul-Mateen II và Nicole Kidman vào các vai phụ. Đây cũng là phim điện ảnh người đóng thứ 3 có sự xuất hiện của nhân vật Aquaman, sau Batman đại chiến Superman: Ánh sáng công lý (2016) và Liên minh Công lý (2017), và cũng là phim điện ảnh đầu tiên có nội dung xoay quanh nhân vật này. Trong phim, Arthur Curry, người thừa kế của vương quốc dưới đáy biển Atlantis, phải thực hiện nghĩa vụ trị vì vương quốc của mình và trở thành một siêu anh hùng của cả hai thế giới dưới nước và trên bờ trong khi Orm, người em trai cùng mẹ khác cha của Arthur đang cố gắng hợp nhất bảy vương quốc để chống lại thế giới mặt đất.
Các cuộc đàm phán cho bộ phim về Aquaman đã bắt đầu từ năm 2004, theo sau đó là nhiều kế hoạch được vạch ra trong những năm tiếp theo. Tới tháng 8 năm 2014, Beall và Kurt Johnstad được thuê để viết hai kịch bản khác nhau, và bộ phim được chính thức công bố vào tháng 10 năm 2014. James Wan ký hợp đồng đảm nhiệm vai trò đạo diễn vào tháng 4 năm 2015, và tới tháng 7 năm 2016, bộ phim được xác nhận sẽ đi theo phần kịch bản mà Beall đã viết, dù cả Wan, Johnstad, Geoff Johns và David Leslie Johnson-McGoldrick đều đưa ra những bản chỉnh sửa khác nhau. Hầu hết diễn viên trong phim được công bố trong năm 2016. Quá trình quay phim bắt đầu vào ngày 2 tháng 5 năm 2017, với hầu hết các cảnh quay được thực hiện tại Village Roadshow Studios ở Gold Coast, Queensland. Phim đóng máy vào ngày 21 tháng 10 năm 2017.
Aquaman: Đế vương Atlantis được công chiếu tại Luân Đôn vào ngày 26 tháng 11 năm 2018 trước khi được Warner Bros. Pictures phát hành tại Mỹ dưới định dạng RealD 3D, Dolby Cinema, IMAX và IMAX 3D vào ngày 21 tháng 12 năm 2018. Với doanh thu toàn cầu đạt khoảng 1,148 tỷ USD, Aquaman: Đế vương Atlantis trở thành phim của DCEU có doanh thu cao nhất và phim dựa trên nhân vật của DC Comics có doanh thu cao nhất, vượt qua Kỵ sĩ bóng đêm trỗi dậy (2012) của Christopher Nolan. Đồng thời, phim xếp thứ 5 trong danh sách phim có doanh thu cao nhất năm 2018, đồng thời xếp thứ 8 trong danh sách phim siêu anh hùng có doanh thu cao nhất mọi thời đại, và xếp thứ 20 trong danh sách phim có doanh thu cao nhất mọi thời đại. Nhìn chung, phim nhận được khá nhiều lời khen ngợi khi đã đem đến một màu sắc mới lạ và hiệu ứng hình ảnh bắt mắt, mặc dù vẫn còn một vài ý kiến cho rằng thời lượng dài và cốt truyện phức tạp. Phần tiếp nối của bộ phim có tên là Aquaman và Vương quốc thất lạc được ra mắt vào tháng 12 năm 2023.

## Nội dung
Tại Maine, người gác hải đăng Thomas Curry tìm thấy Atlanna, công chúa của vương quốc dưới đại dương có tên là Atlantis, trong một cơn bão. Họ dần dần nảy sinh tình yêu và có chung một người con trai là Arthur Curry, người được sinh ra với khả năng có thể giao tiếp với các sinh vật biển. Atlanna sau đó buộc phải rời bỏ gia đình để trở về Atlantis, cô cũng tin tưởng giao cho người cố vấn thân tín Nuidis Vulko nhiệm vụ dạy dỗ và huấn luyện Arthur. Được Vulko chỉ dạy, Arthur dần trở thành chiến binh mạnh mẽ, anh cũng biết được sự thật rằng mẹ mình đã bị vua của Atlantis xử tử vì ghen tuông. Đau khổ và bị khước từ, Arthur quyết định không quan tâm tới Atlantis nữa.
Một năm sau cuộc xâm lăng của Steppenwolf, Arthur đã ngăn chặn một nhóm hải tặc có âm mưu cướp một tàu ngầm hạt nhân Nga. Thủ lĩnh của chúng, Jesse Kane, bị chết trong cuộc đụng độ này. Người con trai có tên David Kane của ông ta thề rằng sẽ giết Arthur để trả thù. David sau đó tấn công vào Atlantis trong một kế hoạch được thực hiện cùng với Orm, em trai cùng mẹ khác cha của Arthur và là vua của Atlantis, với mưu đồ sử dụng cuộc tấn công nhằm tạo ra đỉnh điểm căng thẳng để tuyên bố chiến tranh với người mặt đất. Vua Nereus của xứ Xebel thề sẽ liên minh cùng Orm trong cuộc chiến này, nhưng người con gái của ông là Công chúa Mera, vốn được hứa hôn từ trước với Orm, đã quyết định không tham gia, đồng thời cô lên mặt đất để yêu cầu sự giúp đỡ từ Arthur. Nhờ cứu mạng người cha Thomas của Arthur sau cơn sóng thần được tạo ra bởi Orm, Mera đã nhận được sự tin tưởng và lời đồng ý tham gia từ anh. Arthur và Mera có một cuộc hội ngộ bí mật với Vulko, tại đây ông khuyên Arthur đi tìm cây đinh ba huyền thoại của Vua Atlan, một món bảo vật từng thuộc về người đầu tiên cai trị Atlantis, dùng cây đinh ba đó để giành quyền làm vua. Ba người sau đó bị tấn công bởi quân lính của Orm, Mera và Vulko trốn thoát được và không bị phát hiện, còn Arthur thì bị bắt giữ.
Orm gặp mặt Arthur tại cung điện và nói rằng Atlanna bị hành quyết là do bà đã có một người con lai, đổ lỗi cho Arthur là người gây ra cái chết của mẹ, tuyên bố sẽ gây chiến với người mặt đất vì suốt nhiều năm họ gây ô nhiễm nguồn nước và giết hại sinh vật biển. Arthur thách thức Orm giao đấu với anh để tìm ra vị vua đích thực của Atlantis. Cuộc giao đấu diễn ra ở vòng tròn lửa, bên trên một ngọn núi lửa nằm dưới lòng đại dương. Màn đấu tay đôi giữa hai người diễn ra quyết liệt, Orm dường như sắp chiến thắng cho đến khi Mera can thiệp và giải cứu Arthur. Arthur và Mera trốn thoát khỏi Atlantis và cùng nhau đi đến sa mạc Sahara để tìm kiếm manh mối cho cây đinh ba thất lạc. Tại đây, họ tìm được một bức mật thư dẫn tới Sicily. Trong lúc đó, vì không thể vươn tới vùng biển bên ngoài vương quốc, Orm giao cho David một phiên bản áo giáp và vũ khí của người Atlantis, yêu cầu hắn truy tìm và ngăn chặn Arthur.
Tại Sicily, David, giờ tự gọi mình là Black Manta (Cá Đuối Đen), dẫn theo quân lính của Atlantis tấn công Arthur và Mera. Hắn đã làm Arthur bị thương trước khi bị hạ gục và rơi xuống vách đá. Mera băng bó vết thương cho Arthur, cả hai tiếp tục đi đến địa điểm được cho là đang cất giữ cây đinh ba huyền thoại, Mera cũng khích lệ Arthur về định mệnh của anh. Khi đến địa điểm được chỉ định, Arthur và Mera chạm trán những con quái vật đến từ vương quốc Vực Sâu, họ cùng nhảy xuống biển và tìm được một lỗ hổng đưa họ tới vùng biển bí ẩn nằm ở tâm Trái đất. Tại đây, họ có một cuộc đoàn tụ đầy bất ngờ với Atlanna, năm xưa bà bị hiến tế cho tộc người Vực Sâu nhưng đã kịp trốn thoát đến vùng đất này và bị mắc kẹt suốt hơn 20 năm.
Arthur đối đầu với Karathen, con thủy quái khổng lồ canh giữ cây đinh ba, anh đã chứng minh với Karathen rằng anh là người được chọn và anh hoàn toàn xứng đáng để sở hữu cây đinh ba. Sau khi có được thứ vũ khí huyền thoại, Arthur, Mera, Atlanna cùng các sinh vật biển tiến đến nơi diễn ra cuộc chiến giữa liên minh của Orm, lúc này tự gọi mình là Bá chủ Đại dương, và tộc người giáp xác Biển Mặn. Arthur với cây đinh ba trên tay đã chứng minh mình là vị vua được chọn và khiến tất cả mọi người phải chấm dứt cuộc chiến. Anh cũng đánh bại Orm trong cuộc đấu tay đôi và tha mạng cho hắn. Orm sau đó chấp nhận thất bại khi thấy Atlanna còn sống và bà ủng hộ Arthur. Atlanna trở lại mặt đất và đoàn tụ cùng Thomas trong khi Arthur chính thức giữ ngôi vương của bảy biển cùng với Mera ở bên cạnh.
Trong cảnh hậu danh đề, Black Manta đã được cứu bởi Tiến sĩ Stephen Shin, một nhà khoa học bị ám ảnh bởi việc khám phá Atlantis. Hắn đồng ý dẫn Shin tới đó, đổi lấy sự trợ giúp của ông ta trong việc trả thù Arthur.

## Diễn viên
- Jason Momoa vai Arthur Curry / Aquaman:

Một người con lai Atlantic/loài người. Anh miễn cưỡng trở thành vua của quốc gia dưới đáy biển Atlantis. Anh có khả năng điều khiển thủy triều, giao tiếp với các sinh vật sống dưới nước khác và bơi với tốc độ siêu nhanh và sở hữu sức mạnh siêu phàm. Arthur Curry hồi bé được thủ vai bởi nhiều diễn viên gồm một đứa trẻ sơ sinh, Tainu và Tamor Kirkwood lúc 3 tuổi, Kaan Guldur lúc 9 tuổi, Otis Dhanji lúc 13 tuổi, và Kekoa Kekumano lúc 16 tuổi.
- Amber Heard vai Mera:

Tình yêu của Arthur Curry, cô là một chiến binh và là con gái của Vua Nereus. Cô được nuôi nấng bởi Nữ hoàng Atlanna và được chuẩn bị để trở thành nữ hoàng. Mera sở hữu sức mạnh thủy động lực và thần giao cách cảm cho phép cô kiểm soát môi trường dưới nước và giao tiếp với người Atlantic khác.
- Willem Dafoe vai Nuidis Vulko:

Tể tướng của Atlantic, người từng là cố vấn của Arthur Curry khi anh còn trẻ. Ông cũng là người huấn luyện Arthur chiến đấu.
- Patrick Wilson vai Orm Marius / Ocean Master:

Em trai cùng mẹ khác cha của Arthur Curry và là kẻ thống trị Atlantis, hắn mong muốn hợp nhất bảy vương quốc dưới biển để tuyên chiến với cư dân mặt đất vì loài người đã làm ô nhiễm biển và nguồn nước.
- Dolph Lundgren vai Nereus:

Vua bộ lạc Xebel của Atlantic, cha của Mera, và là đồng minh của Orm.
- Yahya Abdul-Mateen II vai David Kane / Black Manta:[b]

Một tên hải tặc tàn nhẫn và một lính đánh thuê trên biển. Hắn tìm mọi cách tạo ra những đổi mới công nghệ chết người nhằm trả thù cho cha của hắn, người đã bị Aquaman vô tình giết chết.
- Nicole Kidman vai Atlanna:

Nữ hoàng Atlantis, mẹ của Arthur Curry và Orm.
Ngoài ra, Temuera Morrison đóng vai Thomas Curry, một người gác hải đăng đồng thời là cha của Arthur Curry; Graham McTavish đóng vai Atlan, vua đầu tiên của Atlantis và tổ tiên của Atlanna, Orm, và Arthur; Ludi Lin đóng vai Murk, Đội trưởng quân lính của Atlantis; Randall Park đóng vai Tiến sĩ Stephen Shin, một nhà sinh vật học bị ám ảnh với việc tìm kiếm thành phố Atlantis đã mất; và Michael Beach đóng vai Jesse Kane, một thành viên của nhóm hải tặc và là cha của David Kane.
Djimon Hounsou, Natalia Safran, và Sophia Forrest thủ vai Vua vương quốc Ngư phủ Nicou, Nữ hoàng vương quốc Ngư phủ, và công chúa vương quốc Ngư phủ, người mà Orm tạo ra một liên minh với tư cách là một phần trong kế hoạch hợp nhất bảy vương quốc dưới biển sâu của hắn sau khi hắn giết chết Vua Nicou. Leigh Whannell, cộng tác viên lâu năm của Wan, xuất hiện trong phim với tư cách một phi công máy bay, Julie Andrews lồng tiếng cho Karathen, một leviathan huyền thoại sau này trở thành đồng minh của Aquaman. Andrew Crawford tái hiện khả năng bắt chuyển động của Vua Nicou, ngoài ra ông cũng tái hiện khả năng bắt chuyển động của Vua vương quốc Biển mặn, người do John Rhys-Davies lồng tiếng.

## Âm nhạc
Vào ngày 7 tháng 3 năm 2018, Rupert Gregson-Williams được thông báo sẽ là người soạn nhạc cho phim Aquaman. Gregson-Williams trước đó từng soạn nhạc cho bộ phim Wonder Woman, bộ phim thứ tư của vũ trụ DC Extended Universe. Âm nhạc của phim được phân phối bởi WaterTower Music vào ngày 14 tháng 12 năm 2018. Album bao gồm một bài hát gốc của nghệ sĩ người Mỹ Skylar Grey có tiêu đề "Everything I Need", được viết bởi Grey và Elliott Taylor. Đoạn giới thiệu thứ hai có một đoạn được lấy từ "Sidewinder" từ nhà soạn nhạc Phil Lober của Ghostwriter Music.

## Công chiếu
Aquaman: Đế vương Atlantis được công chiếu tại Luân Đôn vào ngày 26 tháng 11 năm 2018 trước khi được Warner Bros. Pictures phát hành tại Mỹ dưới định dạng RealD 3D, Dolby Cinema, IMAX và IMAX 3D vào ngày 21 tháng 12 năm 2018. Trước đó, phim được lên lịch phát hành vào ngày 27 tháng 7 năm 2018 và được chuyển sang ngày 5 tháng 10 năm 2018, trước khi được quyết định rằng sẽ công chiếu vào ngày 21 tháng 12 năm 2018. Vào ngày 19 tháng 11 năm 2018, Atom Tickets đã thông báo rằng thành viên Amazon Prime ở Mỹ có quyền truy cập để mua vé cho suất chiếu sớm ngày 15 tháng 12 năm 2018 tại các rạp chiếu phim Regal, National Amusements, ArcLight Cinemas, và AMC.
Trên bình diện quốc tế, Aquaman: Đế vương Atlantis được công chiếu tại Trung Quốc vào ngày 7 tháng 12 năm 2018, tại Anh, Đài Loan, Indonesia và Philippines vào ngày 12 tháng 12 năm 2018, tại Việt Nam, Argentina, Brazil và Nga vào ngày 13 tháng 12 năm 2018, tại Ấn Độ, Thụy Điển và Venezuela vào ngày 14 tháng 12 năm 2018, tại Ý vào ngày 1 tháng 1 năm 2019, và tại Nhật Bản vào ngày 8 tháng 2 năm 2019.

## Đón nhận

### Doanh thu
Aquaman: Đế vương Atlantis đã mang về doanh thu 335,1 triệu USD tại Bắc Mỹ và 812,6 triệu USD tại các quốc gia khác, với tổng doanh thu toàn cầu là 1,148 tỷ USD. Bộ phim nhận được đánh giá chung từ trái chiều đến tích cực từ các nhà phê bình; lời khen ngợi dành cho hướng đi của Wan và diễn xuất của Momoa, cùng với hiệu ứng hình ảnh, thiết kế sản xuất và giai điệu của bộ phim. Tuy nhiên, cốt truyện và thời gian chạy đã bị chỉ trích.  Trang web tổng hợp phê bình Rotten Tomatoes cho điểm  65% trong số 406 nhà phê bình đánh giá tích cực về bộ phim, với điểm đánh giá trung bình là 6/10. Sự đồng thuận phê bình của trang web có nội dung: " Aquaman bơi theo dòng nước lố bịch mang tính giải trí của nó, mang đến cảnh tượng siêu anh hùng CGI mang đến những pha hành động tràn đầy năng lượng với trọng tâm là sự vui nhộn kiểu cũ."  Metacritic đã khảo sát 50 nhà phê bình và chỉ định điểm trung bình  là 55 trên 100, cho biết "các bài đánh giá hỗn hợp hoặc trung bình."  Khán giả được thăm dò bởi CinemaScore cho điểm trung bình của bộ phim là "A−" trên thang điểm A + đến F, trong khi những người tại PostTrak cho nó 82% điểm tích cực tổng thể và 69% "giới thiệu chắc chắn".